# خفاش بششتاین
خفاش بششتاین یا خفاش بکشتاین (نام علمی: Myotis bechsteinii) گونه‌ای خفاش با جثه متوسط و گوش‌های بسیار بلند است که در مناطق جنگلی پهناوری از اروپا و بخش‌هایی از قفقاز و ایران زندگی می‌کند. در ایران، خفاش بششتاین در پارک ملی گلستان یافت می‌شود.
گوش بلند این خفاش طولی برابر یا بلندتر از نصف طول ساعد دارد. رنگ موها و غشاء پوستی آن قهوه‌ای متمایل به قرمز است. اندازه آن نیز برای نرها ۹۶ میلی‌متر طول کلی بدن، ۴۲ میلی‌متر دم، و ۲۶ میلی‌متر طول گوش است.